# Lajos Som
Lajos Som (ur. 1 października 1947 w Budapeszcie, zm. 30 października 2017 tamże) – węgierski muzyk i gitarzysta basowy. W latach 1977–1987 był mężem wokalistki Beáty Kardy. Grał w zespołach Tűzkerék, Neoton i Taurus. W 1974 r. utworzył zespół Piramis, którego, obok Sándora Révésza, był dominującym członkiem. W 1985 r. utworzył zespół Senator, który działał przez dwa lata i wydał jedną dużą płytę.

## Działalność
Zaczął grać w 1964 r. w wieku 17 lat, a w 1965 r. założył zespół Dogbeaters, następnie był Fekete-Fehér, a potem w latach 1968–1969 grał w zespole Record, który swój klub miał w sali domu kultury przedsiębiorstwa Gyapjúforgalmi Vállalat na ulicy Révay. Po okresie grania w Recordzie przeszedł do Neotonu, w którym wokalistką była w tym czasie jego przyszła żona Beáta Karda. Następnym kamieniem milowym jego życia był Taurus, pierwszy węgierski zespół hardrockowy, powstały na początku lat 70. XX wieku, w którym grał razem z Bélą Radicsem, Fecó Balazsem i Győző Brunnerem, który przyszedł z zespołu Metro.
Z Miklósem Kövesem utworzyli zespół Piramis. Na początku wokalistą był Tibor Lévay, zastąpiony później przez Sándora Révésza, który przyszedł z Generálu.
Po rozwiązaniu Piramisu w 1985 r. został gitarzystą basowym równie popularnego zespołu Senator, w którym grał wspólnie z Takátsem, Tamásem Szekeresem, Károlyem Gigerem i László Vargą.
W 1992 r. Piramis się zreaktywował i ze względu na duże zainteresowanie, dał pięć koncertów w klasycznym składzie. W 1997 r. wraz z Jánosem Závodim świętowali swoje pięćdziesiąte urodziny i z tej okazji przygotowali wspólny album pod tytułem Száz év zene z nowymi nagraniami starych przebojów. W 2006 r. Piramis znowu uległ reaktywacji, ale z powodu pogarszającego się stanu zdrowia Lajos Som mógł wchodzić na scenę tylko na początku i na końcu koncertów, ale wtedy też tylko z towarzyszeniem dodatkowego gitarzysty. W reaktywacji z 2009 r. nie wziął już udziału.
W 2009 r. stworzył wraz z Istvánem Slamowitsem nowy zespół pod nazwą StOrM, jednak nowa formacja wystąpiła wspólnie tylko na jednej konferencji prasowej, a faktyczna współpraca nigdy się nie rozpoczęła.
Latem 2015 r. w wywiadzie dla prasy wyznał, że latach 70. XX w. został zwerbowany przez służby państwa pod pseudonimem Professzor.
Pod koniec października 2017 r. w wieku 70 lat zmarł w wyniku ciężkiej, przewlekłej choroby.

## Dyskografia

### Neoton
- Bolond város (1971)

### Taurus
- Zöld csillag / Szólíts meg vándor (1972, singiel)

### Piramis
Patrz Piramis w Wikipedii, rozdział Dyskografia.

### Senator
- Senator (1985)

### Som–Závodi
- Száz év zene (1997)

## Książka
- Piramis-vádirat (1989)

## Ważniejsi muzycy, z którym współpracował
- Fecó Balázs (Neoton, Taurus)
- Győző Brunner (Taurus)
- Ferenc Debreczeni (Neoton)
- Lajos Galácz (Neoton)
- Péter Gallai (Piramis)
- Miklós Köves (Piramis)
- László Pásztor (Neoton)
- Sándor Révész (Piramis)
- Béla Radics (Tűzkerék, Taurus)
- Tamás Szekeres (Senator)
- Tamás Takáts (Senator)
- János Závodi (Piramis, Senator)